# Lispe flavicincta
Lispe flavicincta este o specie de muște din genul Lispe, familia Muscidae, descrisă de Friedrich Hermann Loew în anul 1847. Conform Catalogue of Life specia Lispe flavicincta nu are subspecii cunoscute.